# Miagrammopes singaporensis
Miagrammopes singaporensis là một loài nhện trong họ Uloboridae.
Loài này thuộc chi Miagrammopes. Miagrammopes singaporensis được Wladislaus Kulczynski miêu tả năm 1908.